# Abrotriquinis
Els abrotriquinis (Abrotrichini) són una tribu de rosegadors de la família dels cricètids i la subfamília dels sigmodontins. Els fòssils més antics de la tribu (espècies extintes del gènere Abrothrix) provenen del Pliocè de l'Argentina.
Els abrotriquinis inclouen unes quinze espècies repartides en cinc gèneres. Viuen sobretot al sud dels Andes i les parts més baixes de Xile i l'Argentina, però al nord arriben fins a l'altiplà del Perú. Al sud també es troben a l'estepa de la Patagònia i diverses illes al sud de la massa continental de Sud-amèrica.
Malgrat que representen una proporció molt petita de la subfamília dels sigmodontins, exhibeixen una notable diversitat de pesos (des de 20 g fins a 55 g, aproximadament), de dietes (des d'insectivorisme fins a herbivorisme), d'estils de vida (des d'animals corredors fins a animals excavadors) i d'hàbitat, des de boscos humits i freds fins a estepes de matolls.